# Karl Weinhold
Karl Gotthelf Jakob Weinhold, född den 26 oktober 1823 i Reichenbach im Eulengebirge, provinsen Schlesien, död den 15 augusti 1901 i Berlin, var en tysk språkforskare och kulturhistoriker. 
Weinhold blev 1847 docent i Halle, sedan professor i Breslau, Kraków, Graz, Kiel, 1876 åter i Breslau och 1889 i Berlin. Som forskare var han närmast en lärjunge av Jakob Grimm och sysselsatte sig i sin mångsidiga författarverksamhet främst med språkets och sedernas historia. 
Bland hans många arbeten av förra slaget kan bara nämnas Über deutsche Dialektforschung (1853), som genom det allmänna intresse det väckte till liv blev nästan epokgörande, Beiträge zu einem schlesischen Wörterbuche (1855), Alemannische Grammatik (1863), Bayrische Grammatik (1867) samt den genom sina rika materialsamlingar viktiga Mittelhochdeutsche Grammatik (1877; 2:a upplagan 1883). 
Forntida folkliv och seder behandla bland annat Die deutschen Frauen im Mittelalter (1851; 3:e upplagan 1897), Altnordisches Leben (1856), som länge var den fullständigaste handbok som fanns rörande Nordens (speciellt Islands och Norges) kultur i forntiden, och Heidnische Totenbestattung in Deutschland (1859). 
Litteraturhistoriska ämnen behandlar bland annat Weihnachtsspiele und Lieder aus Süddeutschland (1853; ny upplaga 1875), H. Chr. Boie. Beitrag zur deutschen Litteraturgeschichte (1868), Dramatischer Nachlass von J. M. R. Lenz (1884) och densammes Gedichte (1891) samt textupplagor av Isidor (1874), Pilatus (1877) och Lamprecht von Regensburg (1880). 
Av mytologiskt innehåll är till exempel Die Sagen von Loki (1848), Die Riesen des germanischen Mythus (1858), Über den Mythus vom Wanenkrieg (1890) och Verehrung der Quellen in Deutschland (1898). Sedan 1891 var Weinhold redaktör för den från och med detta år (i Berlin) utkommande "Zeitschrift des Vereins für Volkskunde", Tysklands huvudorgan för dylika ämnen.